# کچلی

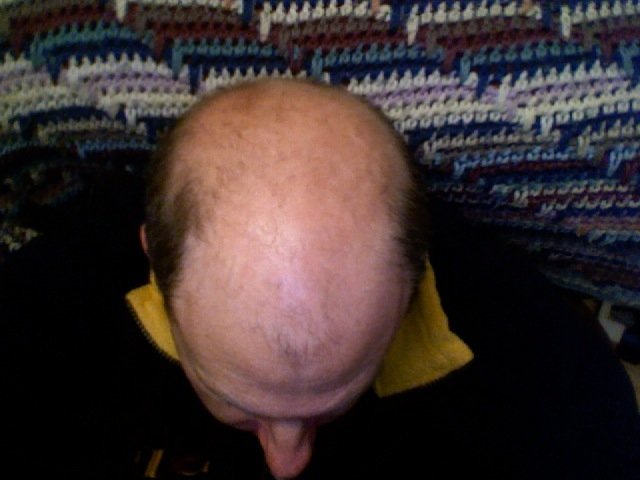

کچلی نوعی عفونت پوست و ریزش موی ناشی از عامل قارچی است. 
در کچلی سر این ضایعات با حدود کاملاً مشخص و پوسته دهنده باعث ریزش مو به صورت لکه و پوسته ریزی سر، تغییر رنگ، شکنندگی و سست شدن موها در محل زخم، ریزش و طاسی موقتی می‌شود. اما خود طاسی متفاوت با کچلی است. 
انواع کچلی که ناشی از قارچها هستند مانند کچلی سر، کچلی ریش، کچلی عانه، کچلی بدن، کچلی ناخن و... از انواع قارچها مانند میکروسپورومها، تریکوفیتونها، اپیدرموفیتونها به وجود می‌آیند.
روش انتقال کچلی تماس مستقیم فرد به فرد، از محیط (قارچ‌های خاک دوست) یا وسایل آلوده مشترک مانند شانه، روسری، حوله و دمپایی است.
کچلی عفونت قارچی پوست و موی سر، ابرو و مژه‌ها می‌باشد که توسط میکروسپوروم و ترایکوفیتون ایجاد می‌گردد. ضایعات به صورت لکه‌های گرد منظم یا نامنظم در پوست سر همراه با شوره، التهاب، خارش و ریزش مو ایجاد می‌شوند. کچلی موی سر بیماری مسری بوده که معمولاً در بچه‌ها و به ندرت در بالغین دیده می‌شود. عوامل بیماری از انسان به انسان، از خاک به انسان، از حیوان به انسان و حتی گاهی از انسان به حیوان منتقل می‌شوند.

## انواع کچلی
از نظر بالینی کچلی سر به سه شکل دیده می‌شود:
۱- اکتوتریکس (Ectothrix) : شایع‌ترین  حالت و فرم کچلی سر می‌باشد که ضایعات آن قبل از دوران بلوغ دیده شده و به صورت اپیدمی در مدارس شایع می‌باشد. ضایعات منفرد یا متعدد به صورت لکه‌های گرد یا بیضی با حاشیه کاملاً مشخص دیده می‌شوند. موها در محل ضایعه خاکستری رنگ شده و چند میلی‌متر بالاتر از سطح پوست شکننده می‌شوند. عفونت اکتوتریکس به سه صورت لکه‌های بدون مو یا لکه‌های خاکستری (Gray patch) یا به فرم کریون Kerion (آبسه‌های ملتهب چرکی با ترشحات زرد رنگ) همراه با آدنوپاتی (تورم غدد لنفاوی) دیده می‌شود که عامل قارچی از حیواناتی مانند گاو و گوسفند به انسان منتقل می‌شود. درعفونت اکتوتریکس (خارج موئی) عوامل قارچی پس از ورود در ساقه مو رشد کرده و سپس از مو خارج شده و در اطراف ساقه مو به شکل آرتروکونیدی و کونیدی دیده می‌شوند.
عوامل ایجادکننده اکتوتریکس: میکروسپوروم کنیس (حیوان دوست)، میکروسپوروم جیپسئوم (خاک دوست)، ترایکوفیتون منتاگروفیتس (انسان دوست) و ترایکوفیتون وروکوزوم (حیوان دوست) می‌باشند.
۲- اندوتریکس (Endothrix) : عوامل قارچی در داخل مو رشد و تکثیر می‌یابند.

## درمان
درمان کچلی‌های قارچی داروهای ضد قارچی است مانند گریزئوفولوین، کلوتریمازول، فلوکونازول و... البته درمان معمولاً طولانی و دشوار است. خشک نگهداشتن ضایعات ضروری است. برای ضایعات ناحیه سر، هر روز موها را باید با شامپو شستشو داد. موها را کوتاه کنید ولی نتراشید. این کار را هر دو هفته یک بار تکرار کنید.